# Ferrocarril Internacional Mexicano

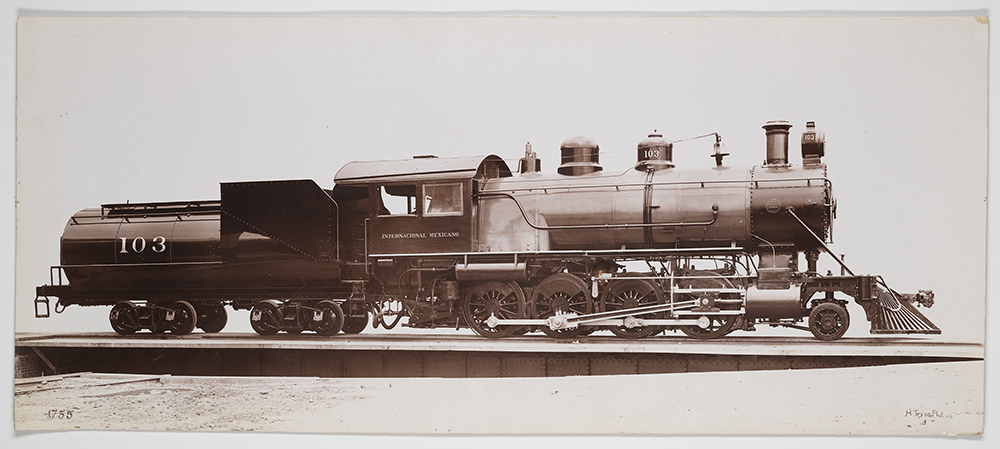
Locomotora Baldwin del ferrocarril.

El Ferrocarril Internacional Mexicano fue uno de los principales ferrocarriles previos a su nacionalización en México. Constituida en Connecticut en 1882 en interés del Southern Pacific Railroad (SP), abrió una línea principal desde Piedras Negras (a través del Río Bravo desde Eagle Pass, al final de un ramal de SP) hasta Torreón, en el Ferrocarril Central Mexicano en 1888, y a Durango en octubre de 1892. Los ramales se extendían desde Durango a Santa Catarina de Tepehuanes y de Reata a Monterrey.
El Ferrocarril Nacional de México obtuvo el control en 1901 después de la muerte de Collis P. Huntington del SP, y en junio de 1910 los Ferrocarriles Nacionales de México, propiedad del gobierno, se hicieron cargo de la propiedad. La línea entre Sauceda (al oeste de Reata) y Matamoros (al este de Torreón) pronto fue abandonada, ya que era paralela a dos líneas del ex Ferrocarril Central Mexicano y del Ferrocarril Nacional de México. Por otro lado, la construcción de un ramal desde Allende al norte hasta la frontera con Ciudad Acuña, que había comenzado en 1911 y había sido suspendida en 1913, se reanudó en 1919, con la intención de conectarse a un ramal planeado del Ferrocarril de Kansas City, México y Oriente desde San Angelo a Del Río. Durante la privatización de la década de 1990, Ferromex adquirió la línea entre Piedras Negras y Monterrey. El ramal a Ciudad Acuña fue abandonado y eliminado. El tramo occidental restante desde Torreón hasta Durango es parte de la Línea Coahuila Durango.